# Сеймур, Перси, 18-й герцог Сомерсет
Перси Гамильтон Сеймур (англ. Percy Hamilton Seymour; 27 сентября 1910, Кроуборо, Сассекс, Великобритания — 15 ноября 1984, Уорминстер, Уилтшир, Великобритания) — британский аристократ, 18-й герцог Сомерсет с 1954 года. В 1931—1954 годах носил титул учтивости лорд Сеймур.

## Биография
Перси Сеймур родился 27 сентября 1910 года в Кроуборо (Сассекс). Он был третьим и младшим сыном Ивлина Сеймура, 17-го герцога Сомерсета (1882—1954), и его жены Эдит Паркер (умерла в 1962). Перси носил титул учтивости лорд Сеймур, а после смерти отца в 1954 году унаследовал герцогский титул. Образование получил в школе Браднелл в Тивертоне (графство Девон) и Клэр-колледже в Кембридже, который окончил в 1933 году со степенью бакалавра искусств. Впоследствии Сеймур был зачислен в Уилтширский полк, где дослужился до звания майора. Он служил в Индии, Персии и Бирме, в 1960 году получил должность заместителя лейтенанта Уилтшир.
18 декабря 1951 года в Лондоне Перси Сеймур женился на Гвендолин Коллетт Джейн Томас (4 октября 1913 — 18 февраля 2005), дочери майора Джона Томаса и Джесси Скотт-Браун. В этом браке родились трое детей:
- Джон Майкл Эдуард, 19-й герцог Сомерсет (30 декабря 1952)[3];
- Энн Фрэнсис Мэри (11 ноября 1954)[4];
- Фрэнсис Чарльз Эдуард (10 августа 1956), адвокат, женат на Пэдди Пойндер, дочери полковника Энтони Пойндера[5].